# Jiří Balvín
Jiří Balvín (ur. 14 sierpnia 1953 w Pradze) – czeski producent telewizyjny i przedsiębiorca, od 2013 do 2014 minister kultury.

## Życiorys
W 1981 ukończył studia z zakresu produkcji filmowych i telewizyjnych na Wydziale Filmowym i Telewizyjnym Akademii Sztuk Scenicznych w Pradze. Od 1972 pracował w państwowej stacji telewizyjnej Československá televize, początkowo jako asystent, następnie jako producent. W latach 1992–1997 kierował działem produkcji artystycznych w publicznym nadawcy Česká televize. Krótko pracował w kierownictwie czeskiego związku tenisowego, po czym zajął się prowadzeniem własnej działalności gospodarczej, świadcząc usługi producenckie.
W latach 2001–2002 był dyrektorem generalnym telewizji czeskiej. W latach 2003–2012 zarządzał prywatną stacją muzyczną Óčko. Był również doradcą Miloša Zemana do spraw występów w mediach. W lipcu 2013 stanął na czele resortu kultury w technicznym rządzie Jiříego Rusnoka. Urząd ministra sprawował do stycznia 2014.